# Paula Devicq
Paula Michelle Devicq (Edmonton, 7 juli 1965) is een Canadese/Amerikaanse actrice.

## Biografie
Devicq begon op achttienjarige leeftijd haar carrière als model en was het gezicht voor L'Oréal op de verpakking van haarverf, en werkte voornamelijk vanuit New York en Parijs. 
Devicq was van 2001 tot en met 2009 getrouwd met acteur Joseph Lyle Taylor. 

## Filmografie

### Films
- 2019 Finding Julia - als Jennifer Robson
- 2016 Destined - als April Smith
- 2015 The Amazing Wizard of Paws - als Sandra Spade
- 2014 Arbitrage - als Cindy
- 2010 First Dog – als Vicky-Ann
- 2006 Mr. Gibb – als Holly
- 2004 The Breakup Artist – als Teresa
- 2004 The Coven – als Kate Moore
- 1999 Kill the Man – als Vicki Livingston
- 1997 Dinner and Driving – als Laura
- 1995 Wounded Heart – als Tracy Lance

### Televisieseries
Uitgezonderd eenmalige gastrollen.
- 2004 – 2005 Rescue Me – als Sondra – 6 afl.
- 2004 The Grid - als Jane McCann - 5 afl.
- 2001 – 2002 100 Centre Street – als Cynthia Bennington – 14 afl.
- 1994 – 2000 Party of Five – als Kirsten Bennett Salinger – 105 afl.

- International Standard Name Identifier: 0000 0003 5610 8486
- Library of Congress Control Number: no2011128682
- Virtual International Authority File: 178126876
- WorldCat: E39PBJf4d6kDGRrWcMP733Mtrq